# Liste der Stadtdirektoren und Oberstadtdirektoren von Hildesheim
In dieser Liste sind die Stadtdirektoren und Oberstadtdirektoren von Hildesheim aufgeführt, die von 1945 bis zur Abschaffung der Doppelspitze im Jahr 2006 die Verwaltung von Hildesheim geleitet haben.

## Liste
- Dezember 1945 – Juni 1946: Franz Eger, kommissarisch
- 1946 – 1947: Hermann Weise, kommissarisch
- 1947 – 1955: Herbert Sattler
- 1955 – 1975: Siegfried Kampf
- 1975: Wilhelm Buerstedde, Stadtrat
- 1975 – 1980: Georg-Berndt Oschatz, Stadtdirektor, ab 1978 Oberstadtdirektor
- 1980 – 1984: Eckhart von Vietinghoff
- 1984 – 1994: Wilhelm Buerstedde
- 1994 – 31. Januar 2006: Konrad Deufel